# 576 Emanuela
Az 576 Emanuela egy a Naprendszer kisbolygói közül, amit Paul Götz fedezett fel 1905. szeptember 22-én.